# Єрмак Олег Григорович
Оле́г Григо́рович Єрма́к (нар. 4 березня 1982 — 23 жовтня 2015) — майор Збройних сил України, учасник російсько-української війни.

## Життєпис
Народився 1982 року в Москві (РРФСР). Дитинство провів у НДР. До першого класу пішов у Житомирі, де й закінчив ЗОШ № 26. Вищу освіту здобув у Харківському військовому університеті з червоним дипломом, офіцер-танкіст.
Майор, начальник штабу—перший заступник командира 2-го механізованого батальйону, 30-та окрема механізована бригада.
З весни 2014-го у складі батальйону відбув до Чаплинки, на межу з Кримом.
Брав участь у боях за Степанівку, добу не виходив на зв'язок. Коли зателефонував, перша фраза його була: «Я живий»; добиралися з-під Солнцевого. Був у 6-денній відпустці. По тому брав участь у боях за Савур-Могилу й Дебальцеве.
23 жовтня 2015 року зазнав травми, несумісної із життям — внаслідок автокатастрофи у місті Артемівськ Донецької області.
Похований у місті Новоград-Волинський.
Без Олега лишилися дружина Катерина та донька Надія.
Катерина Єрмак продовжує військову службу — солдат інформаційно-технологічного вузла 30-ї бригади.

## Нагороди та вшанування
За особисту мужність, сумлінне та бездоганне служіння Українському народові, зразкове виконання військового обов'язку відзначений — нагороджений
- орденом Богдана Хмельницького ІІІ ступеня (25.11.2015, посмертно)[1]
- 5 грудня 2016 року на фасаді житомирської ЗОШ № 26 відкрито меморіальну дошку Олегу Єрмаку.